# Wilhelmshausen
Wilhelmshausen est un village au nord-est de Fuldatal, commune allemande de l'arrondissement de Cassel, Land de la Hesse.

## Géographie
Wilhelmshausen se situe au sud de la forêt de Reinhard, sur la rive droite de la Fulda. La Mühlbach traverse le village et à l'est, l'Elsterbach ; les deux rivières partent du Gahrenberg et se jettent dans la Fulda.

## Histoire
Wilhelmshausen est mentionné pour la première en 1150 en raison de l'abbaye bénédictine de Walshausen. Une basilique romane consacrée à Marie est construite au même moment. En 1293, elle est confiée à l'abbaye de Hardehausen, cistercienne, qui reprend ensuite l'abbaye de Riddagshausen en 1310 et s'installe dans l'abbaye de Wilhelmshausen en 1320. Au moment de la Réforme protestante, l'abbaye est dissoute en 1525 et devient la propriété du landgraviat de Hesse. En 1572, le landgrave Guillaume IV de Hesse-Cassel s'approprie les terres. Le village prend alors le nom de Wilhelmshausen. Après la guerre de Trente Ans, le hameau Am Berge est créé par des habitants pauvres sur les hauteurs.
Lors de la réforme territoriale de la Hesse, Wilhelmshausen est intégré dans Fuldatal en janvier 1970.

## Source de la traduction
- (de) Cet article est partiellement ou en totalité issu de l’article de Wikipédia en allemand intitulé « Wilhelmshausen » (voir la liste des auteurs).